# 久田学園佐世保女子高等学校
久田学園佐世保女子高等学校（ひさたがくえんさせぼじょしこうとうがっこう）は、長崎県佐世保市比良町にある私立高等学校。通称は「佐世保女子高等学校」

## 概要

### 主な概要
1903年（明治36年）に久田ワキにより創設され、長崎県北地域において最も歴史のある私立学校である。
普通教科に加え、生徒自らが昼食を調理する「スクールランチ」や、「茶道」「華道」「装道（礼法・着物の着付け）」をカリキュラムに取り入れている。また、近年は生徒一人一台のタブレットや電子黒板の導入など、ＩＣＴ教育にも力を入れている。
食育や日本文化、ＩＣＴ教育の実践等を通して「幅広い知性と教養」を身につける取り組みを行っている。これらの幅広い学びにより、進学・就職ともにバラエティーに富んだ進路選択が可能となっている。
現在、日本の最西端に位置する女子高である。

### 校訓
「愛情」「勤勉」「叡智」

### 校章
- 八咫鏡と桜がデザインされている。
- 三種の神器の一つである八咫鏡と、日本を象徴する花である桜をモチーフにし、日本の文化と伝統を大切にする女性を表している。

## 設置学科
全日制の課程
- 普通科

## 沿革
- 1903年（明治36年） - 私立佐世保裁縫女学校として市内高砂町（現在の佐世保市中央福祉保健センター付近）に開校。佐世保川沿いに位置していたため、市民からは「川端女学校」の愛称で親しまれた。
- 1927年（昭和02年） - 佐世保高等裁縫女学校に改称。市内稲荷町（現在の国道３５号線照光寺付近）に移転。
- 1951年（昭和26年） - 現在地に移転。
- 1953年（昭和28年） - 佐世保女子高等学校に改称。
- 1955年（昭和30年） - 久田タケ、第２代理事長に就任。
- 1963年（昭和38年） - 本館校舎落成。
- 1964年（昭和39年） - 普通科設置。
- 1968年（昭和43年） - 記念館落成。
- 1996年（平成08年） - たちばな館落成。
- 2003年（平成15年） - 久田順子、第３代理事長に就任。
- 2020年（令和02年） - 本館耐震化工事竣工。
- 2021年（令和03年） - 坂梨修司、第４代理事長に就任。

## 校歌
1959年（昭和34年）制定。作詞：久田タケ、作曲：下総皖一。

## 校舎
- 原広司氏の設計による本館校舎が1963年（昭和38年）に完成。
- 原広司氏が当時所属していた「ＲＡＳ設計同人」の本格的な建築物として、初めての作品。
- 2020年（令和2年）、耐震化工事を実施。

## 制服
- 創立以来、セーラー服タイプの制服だったが、2007年度（平成19年度）より、ブレザータイプに変更した。
- 2017年度（平成29年度）より、セーラー服に再変更。
- 2022年度（令和4年度）、セーラー服のスカーフ（３種類のカラー）に加え、リボン（８種類のカラー）も着用できるようになった。
- 2023年度（令和５年度）より、スカートとスラックスの選択が可能となった。
- 2013年（平成25年）に発刊された写真集「渡辺麻友　制服図鑑　最後の制服」（集英社）において、ブレザータイプの制服を渡辺麻友が着用した。

## 東北との交流
- 2013年（平成25年）、宮城県東松島市の住民が手縫いで作っているサルの人形「おのくん」を、当時の理事長が全生徒・職員にプレゼントしたことが契機となり東北地方との交流が始まった。それ以後、生徒が修学旅行で東北地方を訪れ、東日本大震災の被災者、現地の高校生や小学生、住民と交流を行っている。2016年（平成28年）までは宮城県石巻市・東松島市を訪れ、「おのくん」の里帰りを実現した。2017年（平成29年）からは訪問先を福島県いわき市に変更し、防災やエネルギーの学習を行っている。
- 2018年（平成30年）1月、いわき市の造園業者より「オオヤマザクラ」10本が寄贈され、グランド内にて「復興祈念植樹」を行った。
- 毎年卒業時、学校から３年生へ「おのくん」が贈られる。これには、交流した人たちや東北で起こった出来事を忘れないで欲しいとの思いが込められている。

## 学校行事
- 4月 - 入学式、1学期始業式、歓迎遠足
- 5月 - 同好会紹介、第１回考査、球技大会
- 6月 - 生徒総会、長崎っ子の心を見つける週間（公開授業）、合唱祭
- 7月 - 第２回考査、１学期終業式、インターンシップ、オープンスクール
- 8月 - 平和を願う日（長崎原爆の日）、オープンスクール
- 9月 - ２学期始業式、生徒募集説明会、武道セミナー、オープンスクール、公開授業
- 10月 - 第３回考査、体育祭、修学旅行
- 11月 - 教育発表会
- 12月 - 第４回考査、歳末チャリティーコーラス、２学期終業式
- 1月 - 3学期始業式、創立記念式典
- 2月 - 第５回考査、針供養、球技大会、感謝祭（送別会）、卒業式
- 3月 - 修了式

## アクセス
- 西肥バス「比良町」下車、徒歩5分
- 西肥バス「谷郷町」下車、徒歩１５分
- 佐世保駅（ＪＲ九州・松浦鉄道）より、車で１０分

## 卒業生
- 瀬尾チカ - 成安裁縫学校（現・成安造形大学）創始者